# Yvonne Schröder

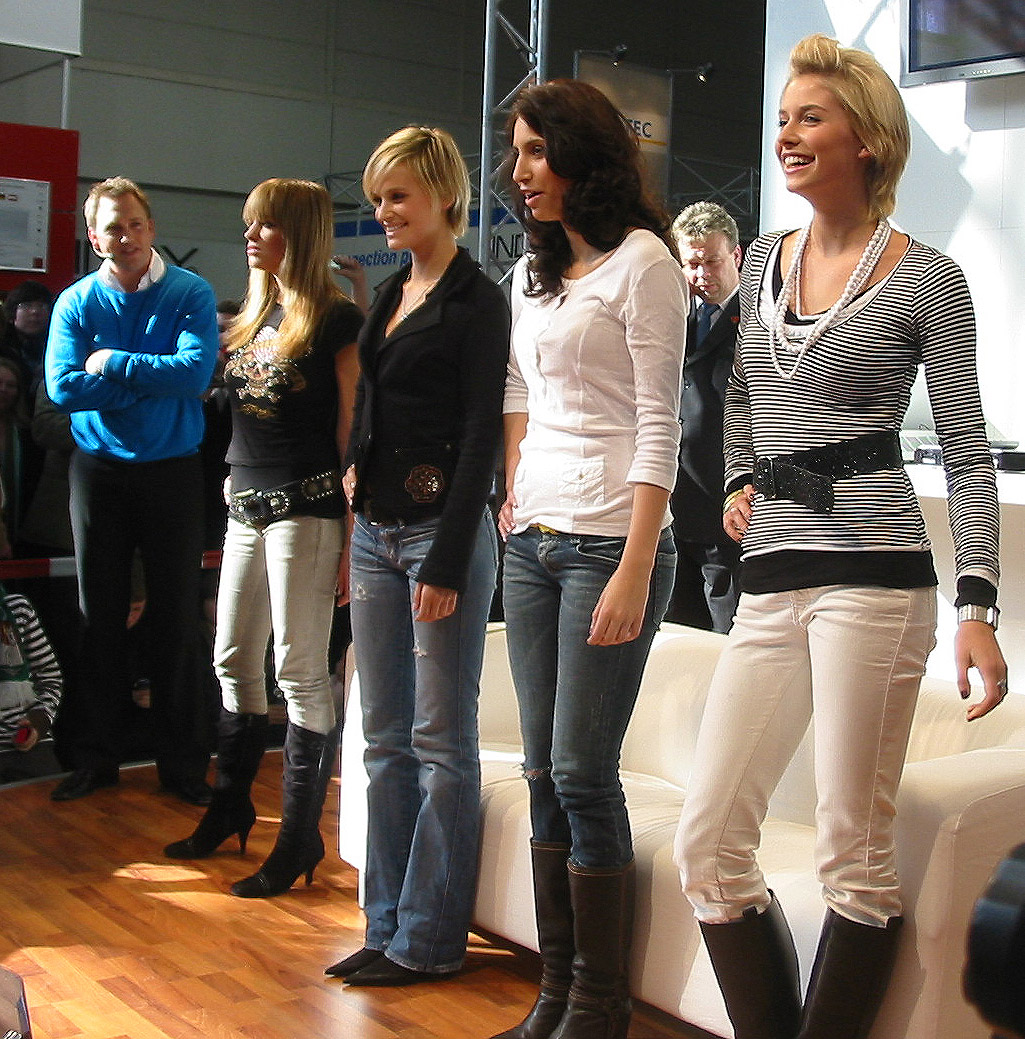
Yvonne Schröder, Janina Ortmann, Jennifer Wanderer und Lena Gercke (2006, von links)

Yvonne Schröder-Kister (* 1988 in Frankfurt am Main) ist ein deutsches Model.

## Leben
Yvonne Schröder war 2006 Teilnehmerin der ersten Staffel von Germany’s Next Topmodel und belegte hinter Lena Gercke den zweiten Platz. Im Anschluss an die Sendung war Schröder Covergirl auf dem Heine-Katalog. Es folgten weitere Jobs, unter anderem für Otto und Levi’s. Nach ihrer Topmodel-Teilnahme wurde sie im September 2006 Werbegesicht des neuen Video-on-Demand-Portals Maxdome. Mehrere Jahre arbeitete sie als Moderatorin bei FCB.tv, dem Internetsender des FC Bayern München. Bis 2018 war Schröder bei der Modelagentur von Heidi Klums Vater Günther Klum unter Vertrag.
2007 nahm Schröder an der zweiten Staffel der Eiskunstlaufshow Stars auf Eis teil, die von Katarina Witt moderiert wurde. Gemeinsam mit ihrem Tanzpartner Paul Pradel schied sie in der fünften Folge aus und belegte den achten Platz. Es folgten Auftritte in diversen TV-Formaten, unter anderem bei The next Uri Geller – Unglaubliche Phänomene Live, Das perfekte Promi-Dinner und taff. Zusammen mit den Topmodel-Teilnehmerinnen Anni Wendler und Hana Nitsche spielte sie 2009 eine kleine Rolle in Simon Verhoevens Spielfilm Männerherzen. 2010 war Schröder Teilnehmerin der ersten Staffel der von Germany’s-Next-Topmodel-Juror Peyman Amin moderierten Reality-TV-Show Die Model-WG, musste sie jedoch nach der vierten Folge aus gesundheitlichen Gründen verlassen. 2013 übernahm Schröder für einige Episoden eine Gastrolle in der Vorabendseifenoper Verbotene Liebe.
Yvonne Schröder ist seit 2012 mit dem Fußballspieler Tim Kister (SV Sandhausen) verheiratet und hat mit ihm drei Kinder.